# Wetterhoun
De wetterhoun (Fries: wetterhûn, [vɛtrhun]"waterhond") (andere naam: Friese krulhaar of otterhoun) werd veel gebruikt bij de jacht op waterwild. Hij komt net als de stabij en de Friese windhond - die uitgestorven is rond 1950-1960 - uit Friesland. Daar komt hij al eeuwenlang voor. De hond kwam vroeger vooral voor in het Friese merengebied. De wetterhoun was de hond van boeren en arbeiders, die met hem gingen jagen (otter- en bunzingjacht), maar hem ook gebruikten als waak- en erfhond. Zijn bouw is middelgroot, krachtig en compact.

## Eigenschappen

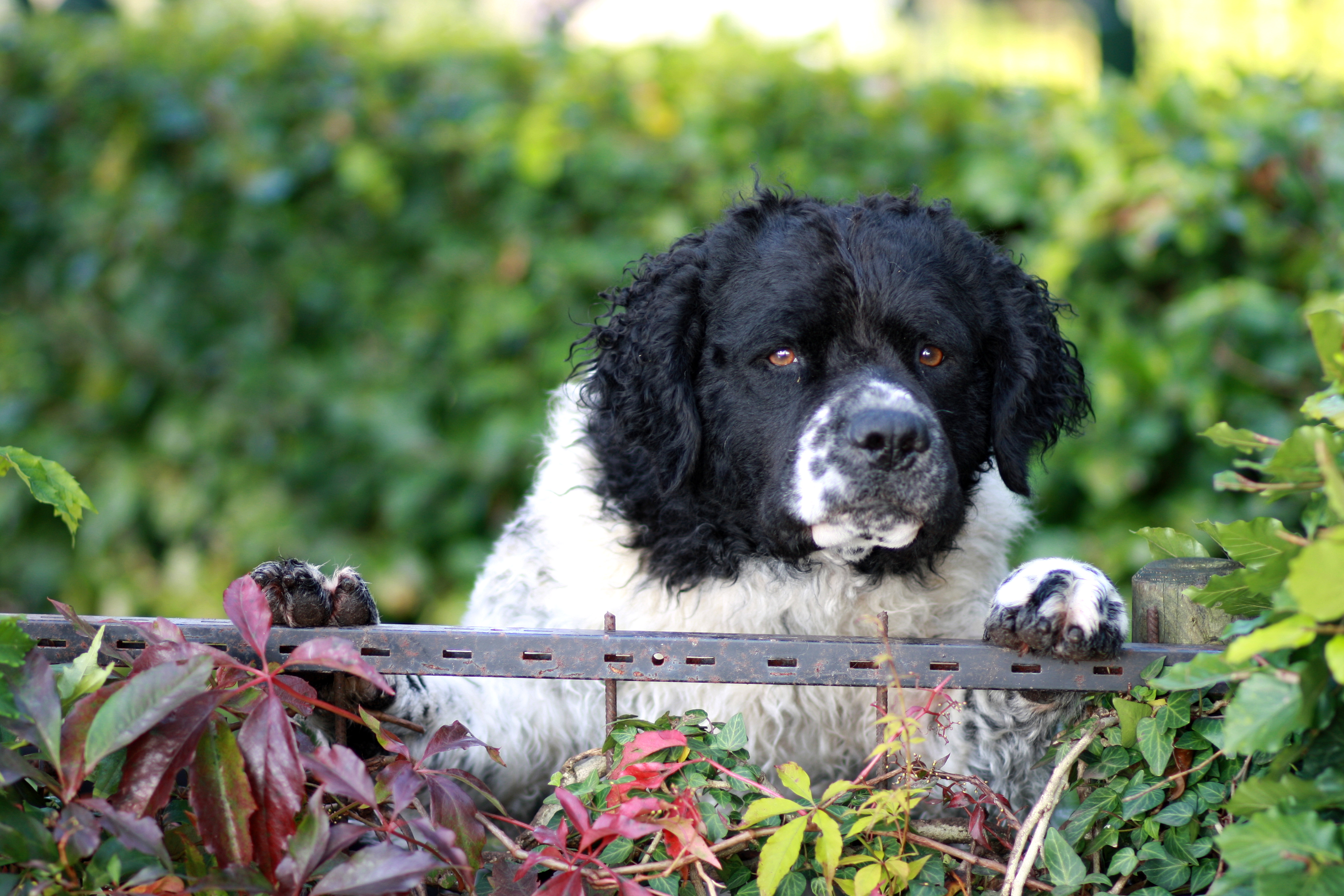
Een wetterhoun die het erf bewaakt

De wetterhoun is een erg compacte hond. Niet bijzonder groot van formaat maar in alle opzichten sterk gebouwd.
De oren zijn kort en troffelvormig. Een ander belangrijk kenmerk van de hond is de staart. Deze ligt in een vaste krul op de rug.
Met uitzondering van de kop en de poten is het gehele lichaam bedekt met dikke krullen van stevig, dicht haar. Het haar is vrij grof en voelt vettig aan. Het ras kent de kleuren zwart en zwart-wit (zwart-bont), bruin en bruin-bont. De zwarte en bruine honden hebben overigens wel bijna altijd ergens een witte vlek. De kop is altijd donker van kleur, dus zwart of bruin.

## Aard
De wetterhoun is een rustige hond met een tamelijk zacht karakter. De hond is enigszins eigenzinnig. Hij is geduldig met kinderen en betrouwbaar. Hij is een prima waakhond. In vergelijking met de Friese stabij houdt de wetterhoun nog meer van het buiten zijn.
De belangen van de wetterhoun worden behartigd door twee rasverenigingen, de Nederlandse Vereniging van Stabij- en Wetterhounen (NVSW, 1947) en De Wetterhoun Vereniging Nederland (DWVN, 2012). Daarnaast bestaat de groep Behoud van de Wetterhoun (2010), een belangengroep die zich inzet voor het behoud van de identiteit van het ras en tegen het inkruisen van andere rassen is, wat momenteel gebeurt om de huidige, te kleine populatie gezond en toekomstbestendig te kunnen maken.